# 不倫瑞克 (密西西比州)
不倫瑞克（英語：Brunswick）是位於美國密西西比州沃倫縣的鬼鎮。

## 歷史
不倫瑞克的郵局於1872年設立，其後於1942年停運。當地於1900年時共有人口100人。

## 地理
不倫瑞克所處的海拔為高於海平面30米（即98英呎），而該地所採用的時區為UTC-6，即北美中部時區（CST）。同時該地設有夏令時間，為UTC-6調快一小時，即UTC-5（CDT）。